# Francis S. Edwards
 Francis Smith Edwards (* 28. Mai 1817 in Windsor, Broome County, New York; † 20. Mai 1899 in Dunkirk, New York) war ein US-amerikanischer Politiker. Zwischen 1855 und 1857 vertrat er den Bundesstaat New York im US-Repräsentantenhaus.

## Werdegang
Francis Edwards besuchte vorbereitende Schulen und war dann am Hamilton College, der heutigen Colgate University, eingeschrieben, ohne jedoch einen Abschluss zu machen. Nach einem anschließenden Jurastudium und seiner 1840 erfolgten Zulassung als Rechtsanwalt begann er in Sherburne und Albany in diesem Beruf zu arbeiten. Im Jahr 1842 wurde er Master in Chancery im Chenango County. Ab 1851 lebte er in Fredonia. Von 1853 bis 1855 war er als Special County Surrogate amtierender Bezirksrat im Chautauqua County. Politisch war er Mitglied der American Party, die auch unter dem Namen Know-Nothing Party bekannt war.
Bei den Kongresswahlen des Jahres 1854 wurde Edwards im 33. Wahlbezirk von New York in das US-Repräsentantenhaus in Washington, D.C. gewählt, wo er am 4. März 1855 die Nachfolge von Reuben Fenton antrat. Im Jahr 1856 wurde er nicht bestätigt. Er trat am 28. Februar 1857, vier Tage vor dem offiziellen Ende der Legislaturperiode, von seinem Mandat zurück. Seine Zeit im Kongress war von den Ereignissen im Vorfeld des Bürgerkrieges geprägt.
Nach dem Ende seiner Zeit im US-Repräsentantenhaus praktizierte Francis Edwards als Anwalt in Dunkirk. Neun Jahre lang war er juristischer Vertreter dieser Stadt. Im Jahr 1892 gab er den Anwaltsberuf auf. Von 1895 bis kurz vor seinem Tod fungierte er als Polizeirichter. Er starb am 20. Mai 1899 in Dunkirk.